# Joaquim Pijoan i Arbocer
Joaquim Pijoan, né à Santa Cristina d'Aro (province de Gérone, Espagne) en 1948, est un peintre et écrivain espagnol.
Ses œuvres publiées sont Somni (1983), Sayonara Barcelona (2007) et Amor a Venècia (2007). Il considère la peinture comme sa passion, mais il est devenu célèbre par deux prix littéraires: le Documenta (1982) pour Somni et, spécialement, le Prix Sant Jordi du roman (2006) pour son livre Sayonara Barcelona. Le seul texte publié entre ces deux dates l'a été dans Revista de Girona.

## Sayonara Barcelona
Sayonara Barcelona, son deuxième roman a été publié en 2007,,. Il a reçu le Prix Sant Jordi du roman octroyé par Òmnium Cultural en 2006.

### Argument
Abraham est un peintre qui a quitté Barcelone il y a 25 ans, sans prévenir personne, laissant derrière beaucoup de gens, surtout une fille enceinte, et maintenant il est en train de retourner du Japon, où il a vécu, por dire au revoir à la ville et son passé et ne revenir plus jamais. Abraham comprend que tout ce voyage a changé aussi, même lui-même, complètement lié à la culture japonaise et non à l'Occident, les amis et surtout à la ville, qui est devenue un parc thématique où il est très difficile d'entendre quelqu'un parler catalan .
Le plus intéressant de tout est la façon dont ce roman est écrit, d'abord avec narrateur à la troisième personne qui observe ses personnages, de sorte que même on le retrouve comme un personnage dans le roman, comme un détective privé qui les suit et à un moment nous explique la raison pour écrire ce texte. Nous trouvons aussi des phrases à la première personne avec les personnages racontant leurs points de vue. Ces effets donnent une grande polyphonie dans le roman et ils sont une ressource d'un grand intérêt.